# فرانك جاي كريستنسن
فرانك جاي كريستنسن (بالإنجليزية: Frank J. Christensen)‏ هو نقابي أمريكي، ولد في 17 أبريل 1961 في شيكاغو في الولايات المتحدة.